# Comté de Dickson
Le comté de Dickson est un comté de l'État du Tennessee, aux États-Unis, fondé en 1803.